# Atletiek op de Olympische Zomerspelen 1896
Op de Olympische Zomerspelen 1896 in Athene stonden twaalf atletieknummers op het programma. Elf daarvan werden in het Stadion Panathinaiko gehouden (de marathon niet). 63 atleten uit negen landen deden mee, wat van atletiek de meest internationale sport in 1896 maakte.
De Amerikaanse ploeg, bestaand uit tien man, behaalde negen van de twaalf gouden medailles. Er werden geen wereldrecords gevestigd, omdat er geen toppers aanwezig waren.

## Mannen

### 100 m
| rang   | sporter(s)                | land | tijd  |
| ------ | ------------------------- | ---- | ----- |
| Goud   | Thomas Burke              | USA  | 12,0! |
| Zilver | Fritz Hofmann             | GER  | 12,2* |
| !!     | Alajos Szokolyi           | HUN  | 12,6* |
| !!     | Francis Lane              | USA  | 12,6* |
| 5      | Alexandros Khalkokondilis | GRE  |       |
|        | Tom Curtis                | USA  | DNS   |

 ! Thomas Burke liep in de halve finales 11,8 s, een OR.

 !! Francis Lane en Alajos Szokolyi zijn hier als derde ex aequo geklasseerd, conform bronnen als  en . Andere bronnen, zoals en, klasseren Szokolyi en Lane echter als derde en vierde.

### 400 m
| rang   | sporter(s)      | land | tijd    |
| ------ | --------------- | ---- | ------- |
| Goud   | Thomas Burke    | USA  | OR 54,2 |
| Zilver | Herbert Jamison | USA  | 55,2*   |
| Brons  | Charles Gmelin  | GBR  | 55,6*   |
| 4      | Fritz Hofmann   | GER  | 55,6*   |

### 800 m
| rang   | sporter(s)        | land | tijd    |
| ------ | ----------------- | ---- | ------- |
| Goud   | Teddy Flack       | AUS  | 2.11,0! |
| Zilver | Nándor Dáni       | HUN  | 2.11,8  |
| Brons  | Dimitrios Golemis | GRE  | 2.28,0* |
|        | Albin Lermusiaux  | FRA  | DNS     |

 ! Teddy Flack liep in de halve finales 2.10,0, een OR.

### 1500 m
| rang   | sporter(s)        | land | tijd      |
| ------ | ----------------- | ---- | --------- |
| Goud   | Teddy Flack       | AUS  | OR 4.33,2 |
| Zilver | Arthur Blake      | USA  | 4.34,0*   |
| Brons  | Albin Lermusiaux  | FRA  | 4.36,0*   |
| 4      | Carl Galle        | GER  | 4.39,0*   |
| 5      | Agelos Phetsis    | GRE  |           |
| 6      | Dimitrios Golemis | GRE  |           |

### marathon
| rang   | sporter(s)             | land | tijd          |
| ------ | ---------------------- | ---- | ------------- |
| Goud   | Spiridon Louis         | GRE  | WR,OR 2:58.50 |
| Zilver | Kharilaos Vasilakos    | GRE  | 3:06.03       |
| Brons  | Gyula Kellner          | HUN  | 3:09.35       |
| 4      | Ioannis Vrettos        | GRE  |               |
| 5      | Eleftherios Papasymeon | GRE  |               |
| 6      | Dimitrios Deligiannis  | GRE  |               |
| 7      | Evangelos Gerakaris    | GRE  |               |
| 8      | Stamatios Masouris     | GRE  |               |

### 100 m horden[4]
| rang           | sporter(s)        | land | tijd    |
| -------------- | ----------------- | ---- | ------- |
| Goud           | Tom Curtis        | USA  | OR 17,6 |
| Zilver         | Grantley Goulding | GBR  | 18,0    |
|                | Welles Hoyt       | USA  | DNS     |
| Frantz Reichel | FRA               | DNS  |         |

### hoogspringen
| rang   | sporter(s)     | land | hoogte    |
| ------ | -------------- | ---- | --------- |
| Goud   | Ellery Clark   | USA  | OR 1,81 m |
| Zilver | James Connolly | USA  | 1,65 m!   |
| Brons  | Bob Garrett    | USA  | 1,65 m!   |
| 4      | Fritz Hofmann  | GER  | 1,625 m!  |
| 5      | Henrik Sjöberg | SWE  | 1,625 m!  |

! Zur Megede noemt in Die Geschichte der olympischen Leichtathletik - Band 1: 1896-1936 (bron: zie hieronder) voor de nrs. 2 t/m 5 de volgende prestaties: Connolly 1,72, Garrett 1,71, Hofmann 1,70 en Sjöberg 1,70.

### polsstokhoogspringen
| rang   | sporter(s)             | land | hoogte    |
| ------ | ---------------------- | ---- | --------- |
| Goud   | Welles Hoyt            | USA  | OR 3,30 m |
| Zilver | Albert Tyler           | USA  | 3,25 m    |
| Brons  | Evangelos Damaskos!    | GRE  | 2,75 m!!  |
| 4      | Ioannis Theodoropoulos | GRE  | 2,72 m!!  |
| 5      | Vasilios Xydas         | GRE  | 2,50 m!!  |

! Volgens Kluge in De Olympische Spelen van 1896 tot heden (bron: zie hieronder) had Damaskos als voornaam Angelos.
!! Volgens Zur Megede in Die Geschichte der olympischen Leichtathletik - Band 1: 1896-1936 is Theodoropoulos derde geworden met 2,85, Damaskos met 2,80 vierde en Xydas vijfde met eveneens 2,80. Ook Greenberg in Guinness Olympische Spelen 1996 (bron: zie hieronder) klasseert Damaskos als derde met 2,85 m.

### verspringen
| rang   | sporter(s)        | land | afstand   |
| ------ | ----------------- | ---- | --------- |
| Goud   | Ellery Clark      | USA  | OR 6,35 m |
| Zilver | Bob Garrett       | USA  | 6,18 m    |
| Brons  | James Connolly    | USA  | 6,11 m    |
| 4      | Alexandre Tuffère | FRA  | 5,98 m    |
| 5      | A. Grisel         | FRA  | 5,83 m    |
| 6      | Carl Schuhmann    | GER  | 5,70 m!   |
| 7      | Desider Wein      | HUN  | 5,64 m    |

! Volgens Kluge in De Olympische Spelen van 1896 tot heden is niet Schumann zesde geworden met 5,70, maar de Griek Alexandros Khalkokondilis met 5,74. Schumann werd zevende.

### hink-stap-springen
| rang   | sporter(s)                | land | afstand    |
| ------ | ------------------------- | ---- | ---------- |
| Goud   | James Connolly            | USA  | OR 13,71 m |
| Zilver | Alexandre Tuffère         | FRA  | 12,70 m    |
| Brons  | Ioannis Persakis          | GRE  | 12,52 m    |
| 4      | Alajos Szokolyi           | HUN  | 12,30 m    |
| 5      | Christos Zumis            | GRE  |            |
| 6      | Alexandros Khalkokondilis | GRE  |            |

### kogelstoten
| rang   | sporter(s)              | land | afstand    |
| ------ | ----------------------- | ---- | ---------- |
| Goud   | Bob Garrett             | USA  | OR 11,22 m |
| Zilver | Miltiades Gouskos       | GRE  | 11,15 m!   |
| Brons  | Georgios Papasideris    | GRE  | 10,36 m    |
| 4      | George Stuart Robertson | GBR  | 9,95 m     |
| 5      | Albert Adler            | FRA  |            |
| 6      | Sotirios Versis         | GRE  |            |

! In De Olympische Spelen van 1896 tot heden vermeldt Kluge, dat Gouskos tweede werd met een stoot van 11,20.

### discuswerpen
| rang   | sporter(s)                 | land | afstand    |
| ------ | -------------------------- | ---- | ---------- |
| Goud   | Bob Garrett                | USA  | OR 29,15 m |
| Zilver | Panagiotis Paraskevopoulos | GRE  | 28,95 m    |
| Brons  | Sotirios Versis            | GRE  | 28,78 m    |
| 4      | Albert Adler               | FRA  |            |
| 5      | Georgios Papasideris       | GRE  |            |
| 6      | George Stuart Robertson    | GBR  |            |
| 7      | Henrik Sjöberg             | SWE  |            |

 * Geschatte eindtijd.

## Medaillespiegel**
| rang   | land             | goud | zilver | brons | totaal |
| ------ | ---------------- | ---- | ------ | ----- | ------ |
| 1      | Verenigde Staten | 9    | 5      | 3     | 17     |
| 2      | Australië        | 2    | 0      | 0     | 2      |
| 3      | Griekenland      | 1    | 3      | 5     | 9      |
| 4      | Hongarije        | 0    | 1      | 2     | 3      |
| 5      | Frankrijk        | 0    | 1      | 1     | 2      |
| 5      | Duitsland        | 0    | 1      | 1     | 2      |
| 6      | Groot-Brittannië | 0    | 1      | 0     | 1      |
| totaal | totaal           | 12   | 12     | 12    | 36     |

** Hierbij dient te worden opgemerkt dat bij deze Olympische Spelen nog geen gouden, zilveren en bronzen medailles werden uitgereikt zoals dat tegenwoordig het geval is. In Athene ontving een winnaar een zilveren medaille en een krans van olijftakken. Wie als tweede eindigde, kreeg alleen een medaille. De derde kreeg niets.
Athene 1896 · Parijs 1900 · St. Louis 1904 · Londen 1908 · Stockholm 1912 · Antwerpen 1920 · Parijs 1924 · Amsterdam 1928 · Los Angeles 1932 · Berlijn 1936 · Londen 1948 · Helsinki 1952 · Melbourne 1956 · Rome 1960 · Tokio 1964 · Mexico-stad 1968 · München 1972 · Montréal 1976 · Moskou 1980 · Los Angeles 1984 · Seoel 1988 · Barcelona 1992 · Atlanta 1996 · Sydney 2000 · Athene 2004 · Peking 2008 · Londen 2012 · Rio de Janeiro 2016  · Tokio 2020  · Parijs 2024  · Los Angeles 2028 
Medaillewinnaars mannen · vrouwen · gemengd
Atletiek · Gewichtheffen · Schermen · Schietsport · Tennis · Turnen · Wielersport · Worstelen · Zwemmen